# Hendrik Jozef Antonissen

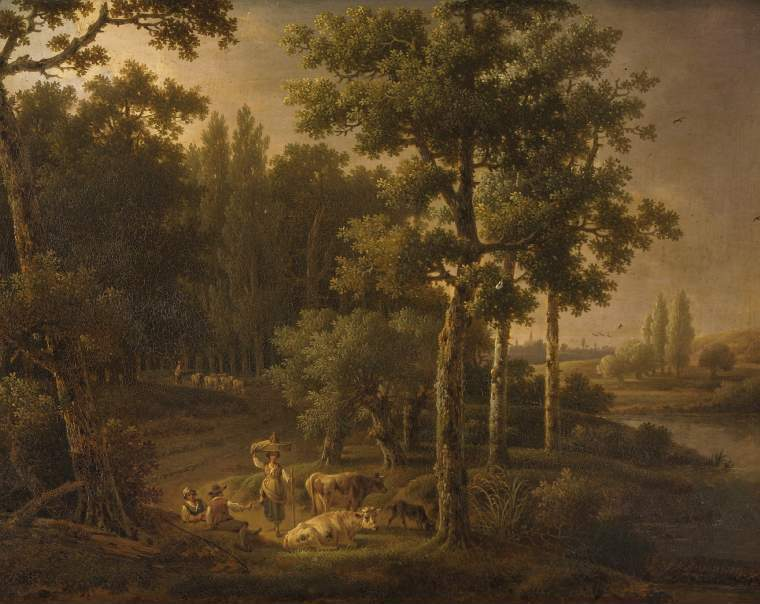
Hendrik Jozef Antonissen, Landschap met vee

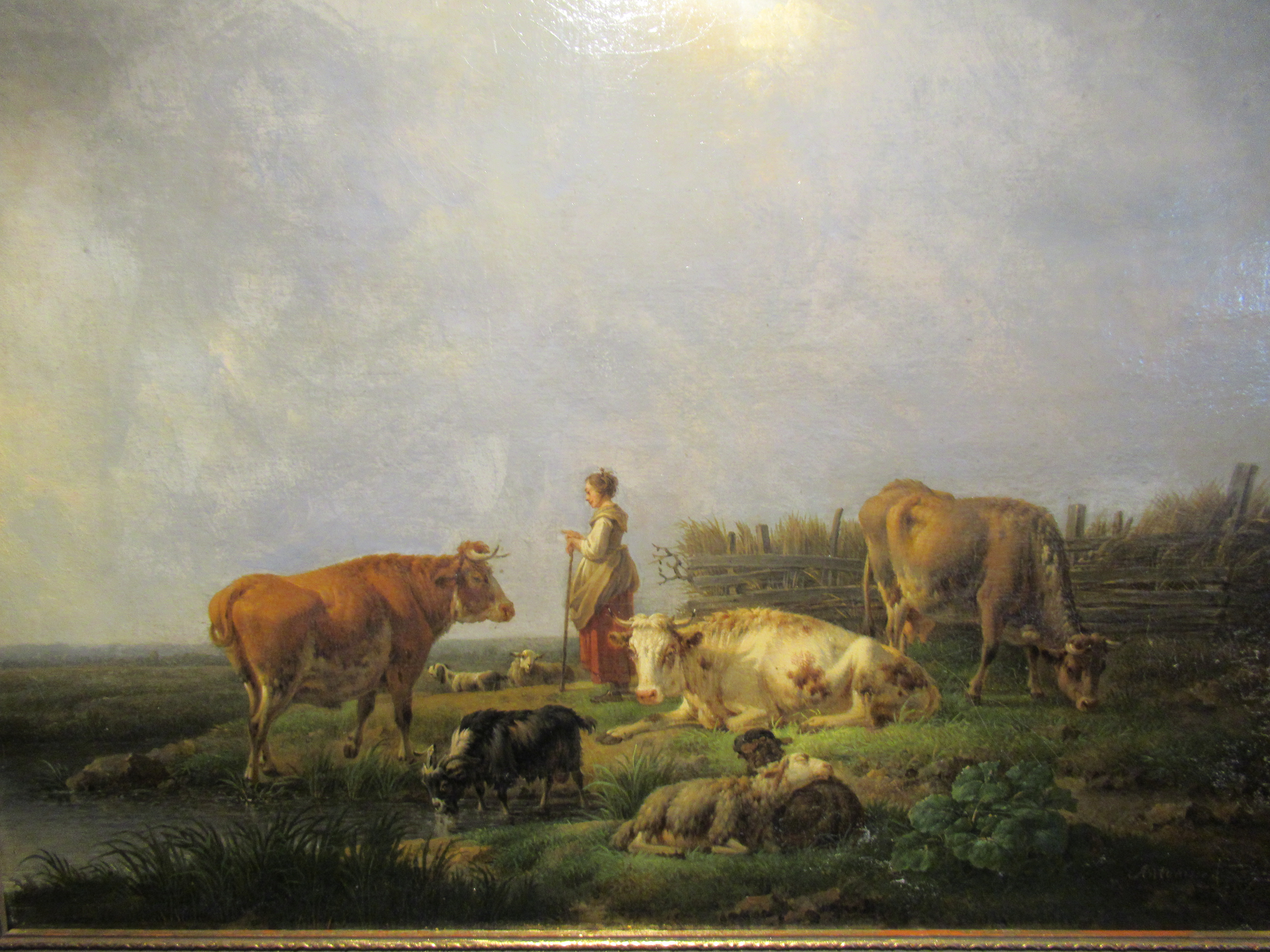

Hendrik Jozef Antonissen (Antwerpen, 9 juni 1737 – aldaar, 4 april 1794) was een Zuid-Nederlands kunstschilder en etser gespecialiseerd in landschappen en taferelen met vee.

## Genealogie
Hij was de zoon van Melchior Antonissen en Margareta Theresia Moerenhout, beiden handelaars. Hij huwde op 4 november 1765 met Catharina Josepha Rademaeckers. Samen hadden ze zes dochters en twee zonen. Hij overleed na een lange ziekte te Antwerpen op 4 april 1794 en werd er begraven in de Predikherenkerk.

## Levensloop
Op 1 maart 1752 werd Antonissen leerling van de toen hoog in aanzien staande Antwerpse kunstschilder Balthasar Beschey (1708-1776). Op 1 juli 1756 behaalde hij het vrijmeesterschap. Antonissen zette echter nog tot in 1758 zijn studies verder aan de Antwerpse Academie. Hij legde zich speciaal toe op het schilderen van landschappen waarin hij vis- en jachtscènes integreerde, maar vooral ook van landschappen met uitbeeldingen van vee, schapen, koeien en geiten, al dan niet vergezeld van hun wachters.
Antonissen had als dierenschilder een zekere populariteit en in vele Antwerpse privécollecties prijkten zijn schilderijen. Zijn aanzien vinden we bevestigd in zijn aanstelling tot tweemaal toe als deken van de Antwerpse Schilderskamer (18 september 1761 en 18 september 1771) en tot assistent-lesgever aan de Antwerpse Academie (vanaf 16 mei 1765).
Tot zijn leerlingen behoorden onder meer Henri Blomaerts, Jan Baptist Ceurvorst, Simon Denis, Hendrik Frans de Cort, Jacob Trachez en Ignatius van den Berghe, maar in het bijzonder de dierenschilder Balthasar Paul Ommeganck, die van 1767 af zijn onderricht volgde.
Aldus neemt Antonissen een belangrijke plaats in in de rijke traditie van de laat-18de-eeuwse en 19de-eeuwse dierschildering in België.
Antonissen wist een zekere financiële welstand te verwerven. Zo bezat hij verscheidene eigendommen, o.a. het huis “De Keizer” in de Korte Klarenstraat, door hem aangekocht op 17 aug. 1768. Op 18 dec. 1782 zag hij zich genoodzaakt dit pand te verkopen, omdat hij, geplaagd door "flericijn" (jicht), niet meer kon schilderen en dus zonder inkomsten viel. Later moest hij om dezelfde reden nog andere eigendommen van de hand doen.
Van Antonissen zijn twee etsen gekend, beiden naar A. Cuyp en beiden uit 1767 : “Landschap met figuur” en “Koeien bij de rivier”.
Antonissens signatuur is doorgaans als volgt: H.J. Antonissen f. gevolgd door het jaartal.

## Musea
- Antwerpen, Koninklijk Museum voor Schone Kunsten : Landschap met vee (1776) (legaat uit 1920)
- Cambridge, Fitzwilliam Museum
- Frankfurt. Städel : Landschap met vee (verkocht in 1933):
- Genève, Musée d’Art et d’Histoire: Landschap met koeien en schapen (1773).
- Kassel, Staatliche Kunstsammlungen
- Poznan, Nationaal Museum
- Rohrau, Schloss, Sammlung Harach
- Sint-Petersburg, Ermitage
- Warschau, Nationaal Museum

- Biografisch Portaal: 08217819
- RKD-Nederlands Instituut voor Kunstgeschiedenis: 2146
- Union List of Artist Names: 500031608
- Virtual International Authority File: 95876390